# Jüdische Gemeinde Bzenec
Die jüdische Gemeinde (Kehillah) in Bzenec (deutsch Bisenz), einer Stadt im Bezirk Okres Hodonín in der südmährischen Region Jihomoravský kraj in Tschechien, reihte sich vor allem im 18. Jahrhundert zu den größten jüdischen Gemeinden in Mähren.

## Geschichte
Die jüdische Gemeinde, die vermutlich bereits im 14. Jahrhundert bestand, gehört zu den ältesten jüdischen Gemeinden Mährens. Schriftliche Zeugnisse über die Gemeinde stammen jedoch erst aus dem 16. Jahrhundert. Als der erste Rabbiner in Bzenec gilt Moyses ben Jicchak, belegt für das Jahr 1589. Ab 1726 trat das sogenannte Familiantengesetz in Kraft, das die Anzahl der jüdischen Familien einschränken sollte, wobei unter anderem jeweils nur der älteste Sohn heiraten durfte. Später wurden jedoch nach und nach gewisse Erleichterungen eingeführt. Strafrechtlich unterstand die jüdische Gemeinde bis 1782 der Stadt Bzenec, ansonsten befand sie sich unter dem Patronat der Obrigkeit. Die jüdische Gemeinde in Bzenec war eine der größten in Mähren. 1830 lebten dort 637 Juden und 1850 überstieg ihre Zahl 900, was auch zur Erweiterung des Ghettos führte. Die Verkehrssprache war Deutsch, was auch die statistischen Angaben aus der Zeit erklärt, wonach 23 Prozent der Gesamteinwohner in Bzenec als deutschsprachig geführt wurden. Auch in der jüdischen Schule war der Unterricht deutsch.
Dieser Trend setzte sich nach dem Zerfall der Monarchie und der Gründung der Tschechoslowakei fort. 1919 wurde die jüdische Gemeinde mit der Stadt vereinigt und bildete eine gemeinsame politische Gemeinde; die selbständige unabhängige jüdische Verwaltung, die dort seit 1852 bestand, erlosch. 1930 zählte die jüdische Bevölkerung nur noch 138 Personen. Zu einer kurzfristigen Zunahme der jüdischen Bevölkerung kam es zwischen der Eingliederung des Sudetenlandes in das Deutsche Reich (am 2. Oktober 1938) und der Zerschlagung der Rest-Tschechei am 15./16. März 1939, als viele Juden aus den besetzten Gebieten in der damals noch nicht besetzten Tschechoslowakei Schutz suchen wollten.

### Shoa
Bereits am 15. März 1939 kamen die ersten deutschen Truppen nach Bzenec. Am 27. Januar 1941 kam es zu einer Massendeportation aller Juden der Stadt zuerst nach Uherský Brod und anschließend am 31. Januar 1943 nach Theresienstadt (Transport Cp, 837 Personen); von dort wurden sie am 1. Februar 1943 nach Auschwitz-Birkenau deportiert (Transport Cu, 1001 Personen). Nach der sogenannten Selektion blieben nur 6 Personen übrig, die anderen wurden gleich nach der Ankunft in Gaskammern ermordet. Die Konzentrationslager haben nur zwei Personen überlebt.

## Berufe, Handwerk
Außer Handel mit verschiedenen Gütern, auch außerhalb der Stadt (Bzenec lag gut am Handelsweg von Brünn nach Nordungarn) waren Juden im in Südmähren verbreiteten Weinbau erfolgreich (sie besaßen über 20 Prozent der Rebenacker); sie interessierten sich auch für Obst und Gemüse, um 1850 betrieben sie Lebensmittelerzeugung und -industrie allgemein und arbeiteten als Fleischer. Außerdem waren sie Handwerker – sie besaßen Glasereien, Kürschnereien und Schneidereien; auch im Hotelgewerbe waren Juden tätig.

## Entwicklung der jüdischen Bevölkerung
Die Einwohnerzahl der jüdischen Gemeinde in Kolín entwickelte sich wie folgt:
| Jahr         | Anzahl           | Anmerkung                                                          |
| ------------ | ---------------- | ------------------------------------------------------------------ |
| um 1585      | 25 Familien      |                                                                    |
| 1604         | 67 Familien      | (etwa 400 Personen)                                                |
| um 1810/1820 | 130 Familien     |                                                                    |
| 1830         | 657 Personen     |                                                                    |
| 1834         |                  | 772 Personen gleich 27 Prozent der Einwohner                       |
| 1848         | 910 Personen     | 1850: 900 Personen gleich ¼ der Einwohner; 1850: über 900 Personen |
| 1857         | 965 Personen     |                                                                    |
| 1869         | 540 Personen     |                                                                    |
| 1880         | 272 Personen     |                                                                    |
| 1890         | 228 Personen     |                                                                    |
| 1900         | 182 Personen     | [ Anm 2 ]                                                          |
| 1900         | 416 Personen     | (10 Prozent der Einwohner)                                         |
| 1924         | ca. 290 Personen |                                                                    |
| 1930         | 138 Personen     | (3 Prozent der Einwohner)                                          |

## Rabbiner in Bzenec
In Bzenec wirkten folgende Rabbiner:
- Moyses ben Jizchak, 1589
- Mordechai b. Abraham Moders
- Josef Schalom, 1670–1696
- Zewi Hirsch b. Jochanan Nikolsburger, 1720
- David Hamburger, 1722–1752
- Moses Zewi Hirsch ha-Levi, 1754–1758
- Reb Wolf
- Jakob Günsberger
- Zewi Hirsch Toff, 1840
- Pessach Toff (sein Sohn), 1840–1865
- Nehemias Brüll, 1866–1870
- Samuel Mühsam, 1872–1877
- Josef Cohn, 1878–1887
- N. Taubeles
- Jakob Spira, 1893–1894
- Moses Rosenmann, 1894–1897
- Josef Hoff, 1898–1921